# Qi
Na cultura tradicional chinesa, o qi (também grafado como ch'i na romanização Wade-Giles ou ki na romanização do japonês) é um elemento que se manifestaria como uma força cósmica e vital que criou e permeia todo o universo.:10 Qi se traduz como "ar" e figurativamente como "energia material", "força vital" ou "fluxo de energia". O qi é o princípio fundamental da medicina tradicional chinesa e das artes marciais chinesas. A prática de cultivar e equilibrar o qi é chamada de qigong.
Os crentes no qi o descrevem como uma força vital, cujo fluxo deve ser desimpedido para a saúde. O qi é um conceito pseudocientífico não verificado, que nunca foi observado diretamente e não está relacionado ao conceito de energia usada na ciência (a própria energia vital é uma noção científica abandonada).

## Etimologia

Ideograma que representa o qi

O significado etimológico do ideograma qi ("氣") na sua forma tradicional mais conhecida é uma imagem do "vapor (气) subindo do arroz (米) enquanto este é cozido". É, frequentemente, traduzido como "ar" ou "respiração". Por exemploː o termo chinês que significa "respiração" é tiānqì, ou a "respiração do céu".

## Conceito
Concepções filosóficas do qi são encontradas desde o início da história registrada do pensamento chinês. Referências ao qi ou conceitos filosóficos semelhantes relativos a um tipo de energia metafísica que permeia e sustenta os seres vivos são encontradas em vários sistemas de crenças, presentes em culturas de todo o mundo, especialmente na Ásia.
Uma das mais importantes figuras da mitologia chinesa é Huang Di, ou o Imperador Amarelo. Ele é considerado um herói cultural que teria vivido há 5 000 anos atrás e que coletou e formalizou muito do que subsequentemente se tornou conhecido como medicina tradicional chinesa. A compreensão do conceito de qi é um fundamento desta forma de medicina tradicional.:14
Apesar de o conceito de qi ser muito importante em diversas filosofias orientais, sua descrição é variada e inclui aspectos conflitantes entre as diferentes versões. Algo natural considerando-se os milhares de anos, os diversos países e grupos sociais que participam da elaboração desta tradição.
Uma questão significativa é a de se o qi existe como uma força separada da matéria, se o qi surge a partir da matéria, ou se a matéria surge do qi. Alguns budistas e taoístas acreditam que a matéria é uma ilusão, chamada maya, ensinando que a matéria é somente uma projeção limitada do qi, ou seja, do verdadeiro Ser interior. Os neoconfucionistas assumem outra posição: criticam a noção de que o qi exista separado da matériaː eles acreditam que o qi emerge das propriedades da mesma. A maioria das teorias do qi como uma metáfora das propriedades físicas fundamentais do universo foi sistematizadas e promulgadas nos últimos milhares de anos pelos neoconfucionistas e transmitidas com o apoio das dinastias chinesas.
A maior parte dos ensinamentos de alquimia chinesa, tais como os presentes no Tai Chi Chuan, Qi Gong, PaKua e outros, reconhecem que o Qi é um tipo de energia metafísica que circunda, permeia e existe na natureza e em todos os seresː ou seja, o qi é o "sopro de energia universal" existente em tudo e em todos.
A ideia do qi é um conceito presente na maioria das artes marciais orientaisː claros exemplos podem ser notados no aiquidô, qinna, chi kung, tai chi chuan, pa-kua, hapkido etc.; mesmo no caratê (através do kiai), krav magá e no judô a ideia dá ensejo ao uso adequado da força na aplicação de certas técnicas.

## OQina Medicina Tradicional Chinesa

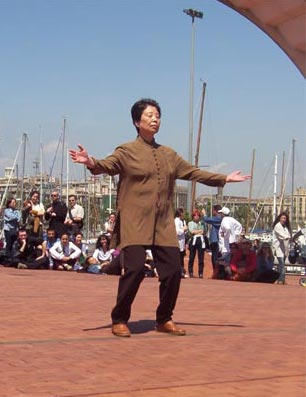
A doutora Hu Yuen Xian demonstra o Chi Kung da calma e do movimento

A teoria da Medicina Tradicional Chinesa afirma que o corpo tem padrões naturais de qi que circulam por canais denominados meridianos em Português. Não é possível entender completamente o conceito de qi da medicina tradicional chinesa sem compreender, também, o conceito de yin e yang, já que os teóricos da medicina tradicional chinesa, como Zhang Zai (1020-1077 EC) e Xun Kuang (313-238 AEC), consideravam o qi como uma coisa material e imaterial ao mesmo tempo, com a capacidade de se manifestar de diferentes formas, dependendo apenas de sua tendência para yin ou para yang.
Sintomas de diversas doenças são atribuídos a bloqueios, desequilíbrios e rupturas no movimento da energia vital através dos meridianos, assim como às deficiências e desequilíbrios do qi nos vários órgãos e vísceras Zang Fu. A Medicina Tradicional Chinesa, geralmente, procura aliviar estes desequilíbrios ajustando a circulação do Qi no corpo empregando diversas técnicas terapêuticas, como:
- a moxabustão;
- tratamentos com medicamentos à base de ervas;
- a alimentação baseada na Teoria dos Cinco Elementos;
- os treinamentos físicos como o qigong, o Tai Chi Chuan e outras artes marciais chinesas que incluem o conceito de Chi entre seus princípios filosóficos, desenvolvendo o qi tanto para a autodefesa como para assegurar a saúde física e mental;
- a massagem Tui Na como método efetivo para desfazer bloqueios e revigorar o paciente;
- e a acupuntura, como método para redirecionar ou equilibrar o qi através de finas agulhas de metal inseridas na pele.

## Visão científica
A existência de qi não pôde ser comprovada cientificamente. Uma declaração de consenso de 1997 sobre a acupuntura pelos Institutos Nacionais de Saúde dos Estados Unidos observou que conceitos como qi "são difíceis de conciliar com as informações biomédicas contemporâneas".

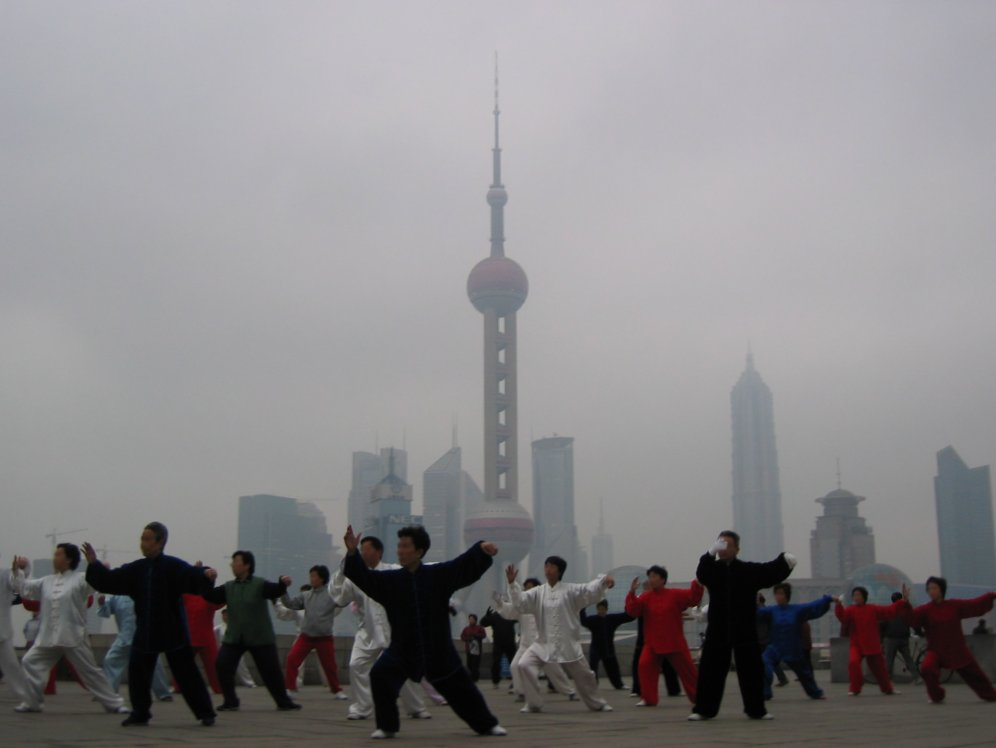
Prática de Tai Chi Chuan em Shanghai.